# 乌鲁木齐广播电视台
43°48′25″N 87°36′41″E / 43.80697°N 87.61127°E
乌鲁木齐广播电视台（UTV，維吾爾語：ئۈرۈمچى رادىيو-تېلېۋىزىيە ئىستانسىسى‎）是中国新疆自治区首府乌鲁木齐市的地方广播、电视机构。乌鲁木齐电视台始建于1985年4月，同年9月28日试开播。该电视台系综合性有限电视媒体，是全国城市电视台及西北五省的主要城市电视台，以及新疆维吾尔自治区诸多城市电视台的中心台。

## 电视频道
- 汉语新闻综合频道
- 维语新闻综合频道
- 影视频道
- 生活服务频道
- 文体娱乐频道
- 妇女儿童频道